# Општина Нова Варош
Општина Нова Варош је општина у Златиборском округу, у Србији. Према подацима са последњег пописа 2022. године у општини је живело 13.507 становника (према попису из 2011. било је 16.638 становника).

## Географија
Нова Варош је изразито брдско-планинско подручје, налази се на магистралном путу М-21, који повезује Београд са црногорским приморјем.

## Насељена места
- Акмачићи
- Амзићи
- Бистрица
- Божетићи
- Брдо
- Буковик
- Бурађа
- Челице
- Дебеља
- Доња Бела Река
- Драглица
- Дражевићи
- Дрмановићи
- Горња Бела Река
- Горње Трудово
- Јасеново
- Kокин брод
- Kомарани
- Kућани
- Љепојевићи
- Мишевићи
- Негбина
- Ојковица
- Радијевићи
- Радоиња
- Рутоши
- Сеништа
- Штитково
- Тиква
- Тисовица
- Трудово
- Вилови
- Вранеша

## Демографија
По попису становништва из 2011. године, општина Нова Варош има 16.638 становника. Према резултатима пописа, а у складу са законским прописима, право на заступљеност у нововарошком општинском Савету за међунационалне односе имају представници Срба, Бошњака и етничких Муслимана.
| Састав становништва – општина Нова Варош | Састав становништва – општина Нова Варош | Састав становништва – општина Нова Варош | Састав становништва – општина Нова Варош |
| ---------------------------------------- | ---------------------------------------- | ---------------------------------------- | ---------------------------------------- |
|                                          | 2022.                                    | 2011.                                    | 2002.                                    |
| Укупно                                   | 13.507 (100,00%)                         | 16.628 (100,00%)                         | 19.982 (100,00%)                         |
| Срби                                     | 11.901 (88,11%)                          | 14.899 (89,54%)                          | 18.001 (90,09%)                          |
| Бошњаци                                  | 673 (4,98%)                              | 788 (4,73%)                              | 1.028 (5,14%)                            |
| Муслимани                                | 308 (2,28%)                              | 526 (3,16%)                              | 502 (2,51%)                              |
| Остали                                   | 625 (4,62%)                              | 425 (2,55%)                              | 451 (2,25%)                              |